# Чаффери, Пьетро
Пьетро Чаффери или Чафферо (итал. Pietro Ciafferi, Ciaffero; прозвище — Ло Змарджассо (итал. Lo Smargiasso; «задира»); ок. 1600, Пиза — по крайней мере до 1654 года, по словам Луиджи Ланци) — итальянский художник.

## Биография и творчество

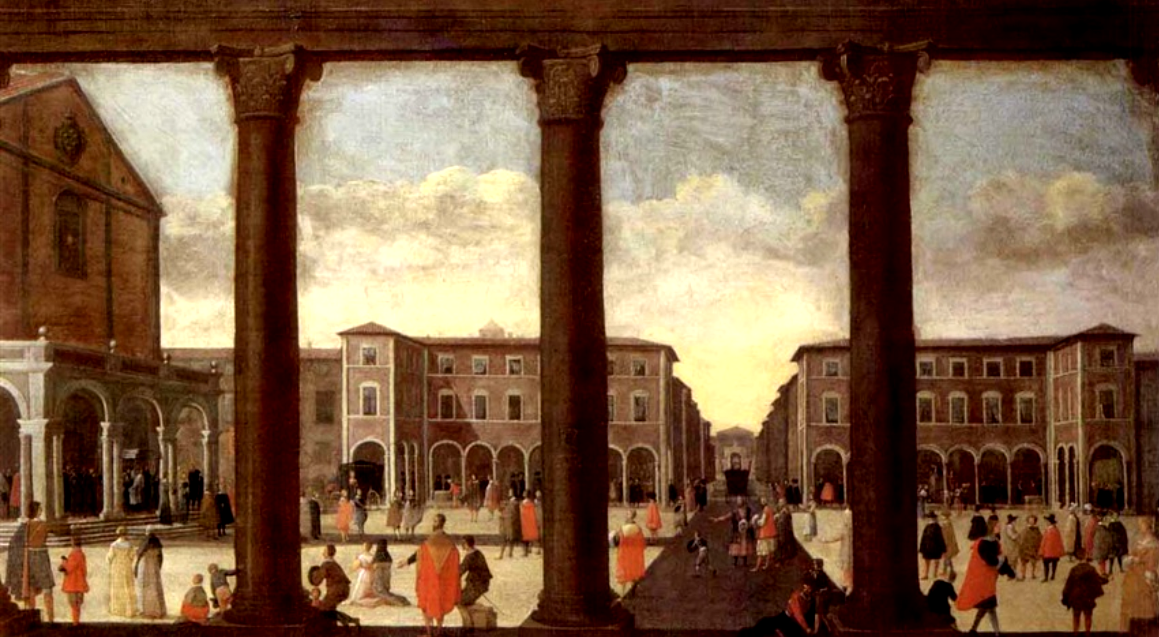
П. Чаффери. Кафедральная площадь Ливорно (ок. 1650)

Пьетро Чаффери принадлежит к флорентийской школе живописцев. Есть мнение, что он был одним из учеников или последователей Агостино Тасси. Чаффери писал картины на морские темы и нередко с морскими портами, поскольку жизнь в Ливорно позволила ему учиться у самой природы. Его картины очень хорошо проработаны и словно украшены маленькими, правильно нарисованными фигурами людей. Также он писал архитектурные виды, перспективны и работы религиозного содержания. Произведения Чаффери главным образом находятся в Пизе и Ливорно. Его картина «Ecce Homo» находится в Палаццо Питти во Флоренции.